# La Chapelle-Saint-Étienne

La Chapelle-Saint-Étienne este o comună în departamentul Deux-Sèvres, Franța. În 2009 avea o populație de 320 de locuitori.